# Flughafen Köln/Bonn
Flughafen Köln/Bonn „Konrad Adenauer“ , også benævnt Cologne/Bonn Airport, eller Flughafen Köln-Wahn (IATA: CGN, ICAO: EDDK), er en international lufthavn ved byen Troisdorf, 15 km syd-øst for Köln, 16 km nord-øst for Bonn, i delstaten Nordrhein-Westfalen, Tyskland. I 2008 ekspederede man 10,35 mio. passagerer hvilket gjorde den til 6. største i landet. Den er den anden største i landet målt på mængden af luftfragt med 587.000 tons i 2008.

## Historie
Under 1. verdenskrig blev naturreservatet Wahner Heide allerede brugt som militær flyveplads, og senere brugte militæret det til skydeplads. Som en del af Tysklands oprustning i 1930'erne byggede Luftwaffe i 1938 den første regulære flyveplads på stedet. Der blev anlagt start- og landingsbane, kontroltårn, hangarer og flere bygninger til personalet.
Efter krigen overtog den engelske hærs enhed British Army of the Rhine kontrollen med stedet. De foretog store udvidelser i hele området, og anlagde blandt andet en 1866 meter lang landingsbane. I 1951 gav lufthavnen for første gang tilladelse til den kunne bruges til kommercielle flyvninger, som et supplement til den daværende Flughafen Köln-Butzweilerhof der var placeret tæt på centrum af Köln.
Op igennem 50 og 60'erne blev der etableret endnu 2 start- og landingsbaner og den første passagerterminal blev bygget. Den 1. november 1970 lettede for første gang et Boeing 747 fly fra lufthavnen med retning mod New York.
I slutningen af 1990'erne startede lufthavnen på et stort udvidelsesprojekt. Nye parkeringsfaciliteter og tilføjelsen af Terminal 2 var nogle af delene. I 2004 kunne man indvie den nye banegård, Bahnhof Köln/Bonn Flughafen, som blev en station på højhastighedslinjen Köln-Frankfurt.

## Flyselskaber
| 1. Air Arabia Maroc 2. Air Europa 3. Air France 4. Air Via 5. Atlasjet 6. Austrian Airlines 7. Bmibaby 8. Bulgarian Air Charter | 1. Condor 2. Corendon Airlines 3. easyJet 4. Freebird Airlines 5. Germanwings 6. Iran Air 7. KLM 8. Lufthansa | 1. Ostfriesische Lufttransport 2. Pegasus Airlines 3. Sky Airlines 4. SunExpress 5. TUIfly 6. Turkish Airlines 7. Wizz Air |